# 地域新聞
地域新聞（ちいきしんぶん）は地域新聞社が発行するフリーペーパー。千葉県・埼玉県の一部を配布エリアとしている。

## 概要
1984年10月創刊。毎週金曜日発行。2009年3月末現在、発行部数は約165万部である（ABC発行部数）。
主婦、OLなど女性読者を主な対象とし、地域の話題や店舗の情報を盛り込んだ紙面構成となっている。配布地域に応じて49の版（千葉45版・埼玉4版）があり、当該地域在住の主婦を中心とした配布員による戸別配達を行っている。